# اسلام آباد مشايخ (مقاطعة تشرام)
اسلام‌آباد مشايخ (بالفارسية: اسلام‌آباد مشایخ) هي قرية تقع في قسم سرفارياب الريفي (مقاطعة تشرام) في إيران. يقدر عدد سكانها بـ 437 نسمة .